# Pterocactus araucanus
Pterocactus araucanus ist eine Pflanzenart der Gattung Pterocactus aus der Familie der Kakteengewächse (Cactaceae). Das Artepitheton araucanus verweist auf das Vorkommen der Art im Verbreitungsgebiet der Art Araucaria araucana.

## Beschreibung
Pterocactus araucanus bildet mehrere kugelige bis birnenförmige Triebsegmente. Sie stehen in kurzen Ketten übereinander, sind graubraun und werden 3 bis 4 Zentimeter lang und 1 bis 1,5 Zentimeter im Durchmesser. Die Glochiden sind unauffällig. Die acht kammartig angeordneten Dornen sind gelblich mit einer dunklen Spitze und werden bis 3 Millimeter lang.
Die rötlich braunen Blüten werden bis 4 Zentimeter im Durchmesser groß. Die kugeligen Früchte weisen einen Durchmesser von bis zu 2 Zentimeter auf.

## Verbreitung, Systematik und Gefährdung
Pterocactus araucanus ist in Argentinien in den Ebenen der Provinzen Neuquén, im westlichen Teil von Río Negro und im nordwestlichen Teil von Chubut in Höhenlagen von 200 bis 600 Metern verbreitet.
Die Erstbeschreibung der Art erfolgte 1964 durch Alberto Castellanos. Ein nomenklatorisches Synonym ist Opuntia araucana (A.Cast.) Kiessling (2000).
In der Roten Liste gefährdeter Arten der IUCN wird die Art als „Least Concern (LC)“, d. h. als nicht gefährdet geführt. Die Entwicklung der Populationen wird als stabil angesehen.

## Nachweise